# 마르완의 여행
《마르완의 여행》(스페인어: El Camino de Marwan)은 스페인의 작가 파트리시아 데 아리아스(Patricia de Arias)와 일러스트레이터 라우라 보라스(Laura Borràs)가 지은 난민 문제를 다룬 그림책이다. 2016년 칠레 아마누타 출판사에서 첫 출간되었으며, 한국어 번역판은 2018년 10월 5일 이선영의 번역으로 불의여우에서 출간하였다. “잉크와 수채 물감으로 어린 난민 소년 마르완의 여정을 시적으로 그렸다”는 평가를 받았으며, 2017년 볼로냐 라가찌 상 뉴호라이즌 부문 우수상으로 선정됐다.

## 내용
정든 집과 마을이 폭력과 어둠에 휩싸인 그날, 마르완은 수많은 사람들과 함께 낯선 땅으로 한 번도 꿈꿔보지 않았던 여행을 떠난다. 모래바람 가득한 사막과 거친 바다를 건너 안전하게 살 수 있는 곳으로 힘겹게 걸음을 옮기는 마르완에게 포기하지 않는 힘을 주는 것은 사랑하는 가족과 고향 땅에 대한 소중한 추억이다. 그 꿈을 잊어버리지 않기 위해, 마르완은 엄마 사진과 소중한 물건들을 꼭 쥔 채 오늘도 걷고 또 걷는다. 마침내 국경을 넘어 낯선 땅에 도착한 마르완. 하지만 마르완의 여행은 이것으로 끝이 아니다. 마르완은 아침마다 햇살이 쏟아지고 가족과 친구들의 따뜻한 웃음소리가 있는 고향 땅으로 다시 돌아갈 그 날을 기다린다. 그리고 두 번 다시는 그날의 깜깜한 어둠을 겪지 않으리라고 오늘도 다짐한다.

## 저자 및 역자
- 1973년 스페인에서 태어난 파트리시아 데 아리아스는 배우 생활을 거쳐 브라질에서 몇 권의 그림책을 펴냈다. 현재 브라질에 산다.
- 라우라 보라스는 스페인 바르셀로나. 출신의 언어학 박사다. 자유로운 선과 따뜻한 색채가 어우러진 아름다운 그림으로 호평을 받고 있으며, 2019년 현재 바르셀로나의 폼페우 파브라 대학에서 번역과 일러스트를 가르치고 있다.
- 스페인어 번역가 이선영은 덕성여대 서반아어과 졸업 후 한국외대 대학원 서어서문학과 문학 석사학위를 취득한 스페인어 전문 번역가다. 《바이올리니스트가 되고 싶은 용》, 《황금의 땅 엘도라도》 등을 번역했고, 권정생 작가의 《몽실언니》[3]와 《해님달님》을 스페인어로 번역했다.

## 수상 및 추천
- 2017 볼로냐 국제어린이도서전 라가찌 상 뉴 호라이즌 부문
- 미 공영라디오방송국(NPR) Book News & Feature “New Kids' Books Put A Human Face On The Refugee Crisis”
- 서울특별시교육청 서대문도서관 사서추천도서(어린이 부문, 2019년 11월)[4]